# Lonicera pyrenaica
El xuclamel de roca (Lonicera pyrenaica) és un arbust caducifoli de la família de les caprifoliàcies. També rep el nom de cireretes de pastor, lligabosc, matagallina, ribes bordes o xuclamel pirinenc.

## Descripció

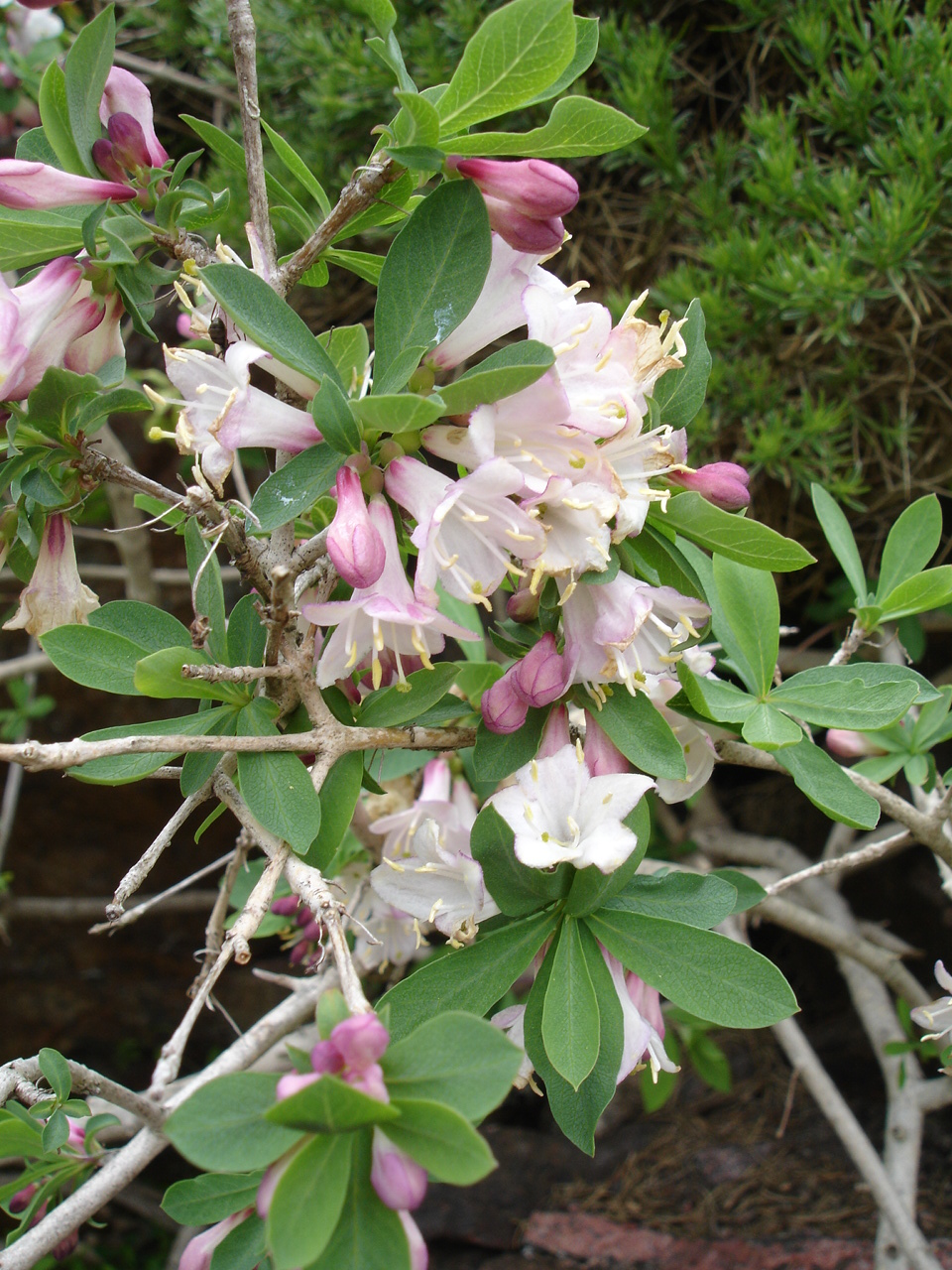
Vista de la planta

És un arbust caducifoli, dret, amb aproximadament 1 metre d'alçada, glabre i amb les branques de color blanquinós i fràgils.
Les fulles són oposades, d'uns 2-4 cm, lanceolades, glabres i amb un pecíol molt curt.
La floració té lloc entre els mesos de maig i octubre. Les seves flors són abundoses, de 12-20 mm, acampanades, de color blanc amb tons rosats i surten de 2 en 2. Tenen la corol·la en forma de campana, oberta en 5 puntes i amb 5 estams soldats a la corol·la.
Els fruits són baies, que surten de 2 en 2, de color roig ataronjat, de 5 mm, lliures o poc soldats a la base.

## Distribució i hàbitat
Es pot trobar en muntanyes de la conca mediterrània occidental, meitat oriental de la península Ibèrica i les Balears on s'ha descrit la subespècie majoricensis (Gand) Browicz, que difereix pel fet de presentar fulles i flors de mida més grossa.
L'epítet específic pyrenaica, al·ludeix aa la seva localització als Pirineus.
Habita en esquerdes i replans de roques calcàries a una altitud entre els 600 i els 2.400 metres. Rarament es pot trobar entre els 2.400 i els 2800 metres.

## Sinònims
- Xylosteon pyrenaicum (L.) Dum. Cours.
- Caprifolium pyrenaicum (L.) Lam.
- Chamaecerasus pyrenaicus (L.) Billiard
- Euchylia pyrenaica (L.) Dulac
- Lonicera majoricensis Gand.